# Delta-stadion
Het Delta-stadion is een multifunctioneel (voetbal)stadion in Sidoarjo, Oost-Java, Indonesië. Het stadion wordt vooral gebruik voor voetbalwedstrijden.
Het stadion heeft een capaciteit van 35.000 personen.